# Morlanwelz-Mariemont

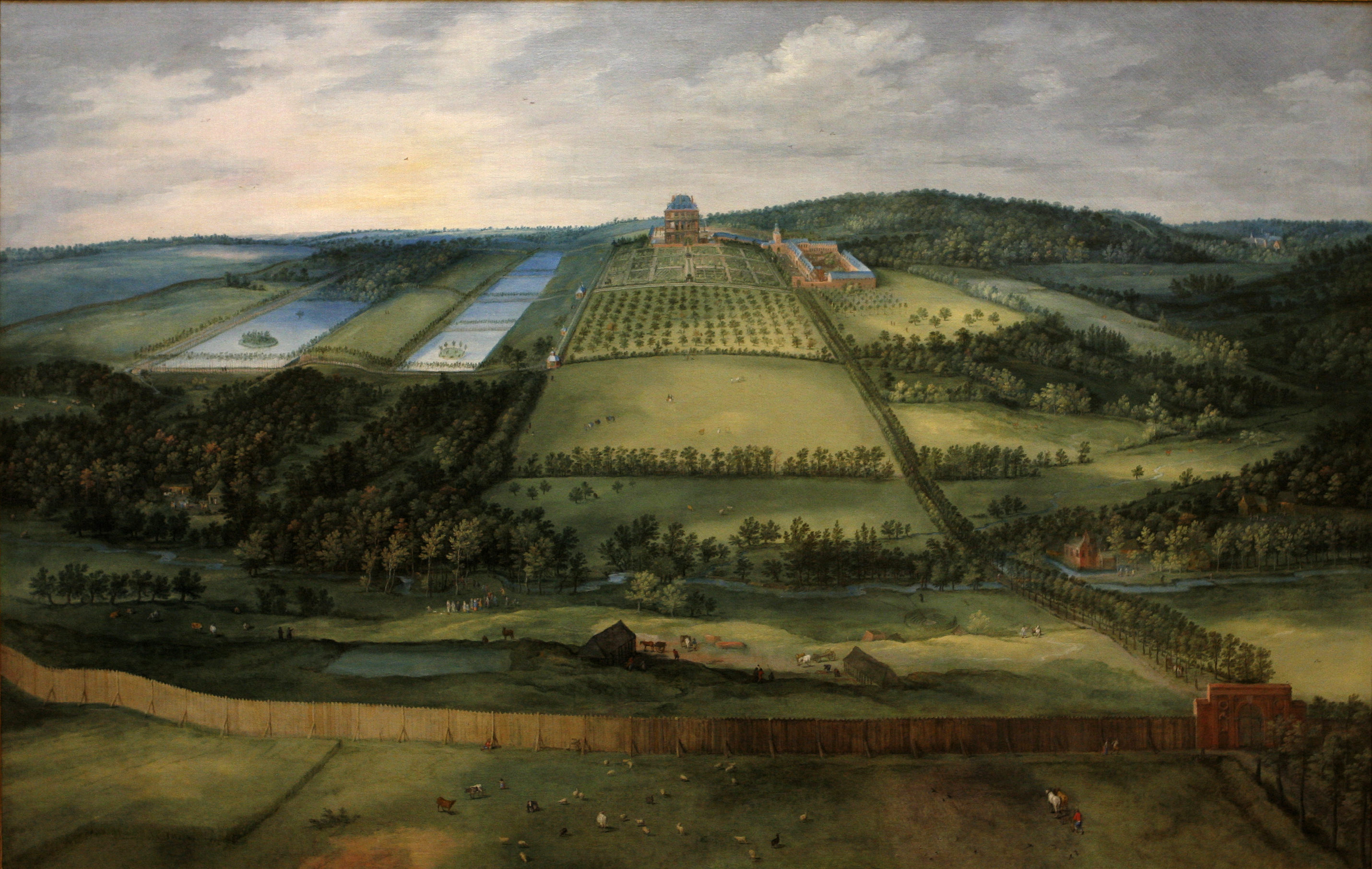
Obraz Jana Brueghela staršího znázorňující zaniklé královské sídlo

Morlanwelz-Mariemont nebo také jen Mariemont je část belgické obce Morlanwelz v provincii Henegavsko. Je to bývalý královský majetek a lovecký park, vytvořený v 16. století Marií Habsburskou (v letech 1531-1555 guvernérka sedmnácti nizozemských provincií), podle níž dostalo místo své jméno. Královské sídlo bylo zničeno za napoleonských válek. Poslední soukromý vlastník, Raoul Warocqué (1870 – 1917), přenechal místo ve prospěch státu. Dnes se tam nachází veřejný park, ve kterém je umístěno Musée royal de Mariemont.

## Galerie

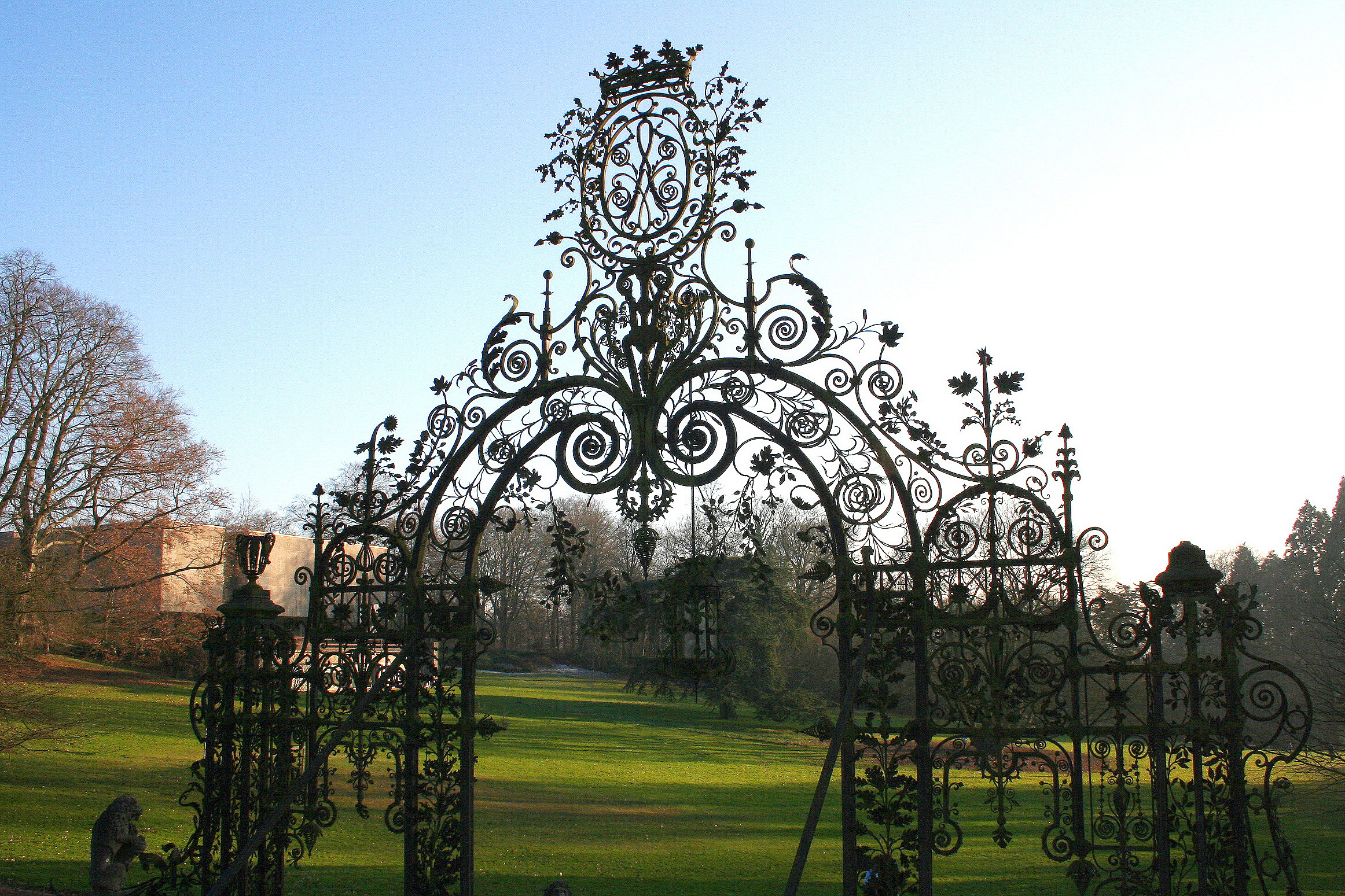
Vstupní brána do veřejného parku
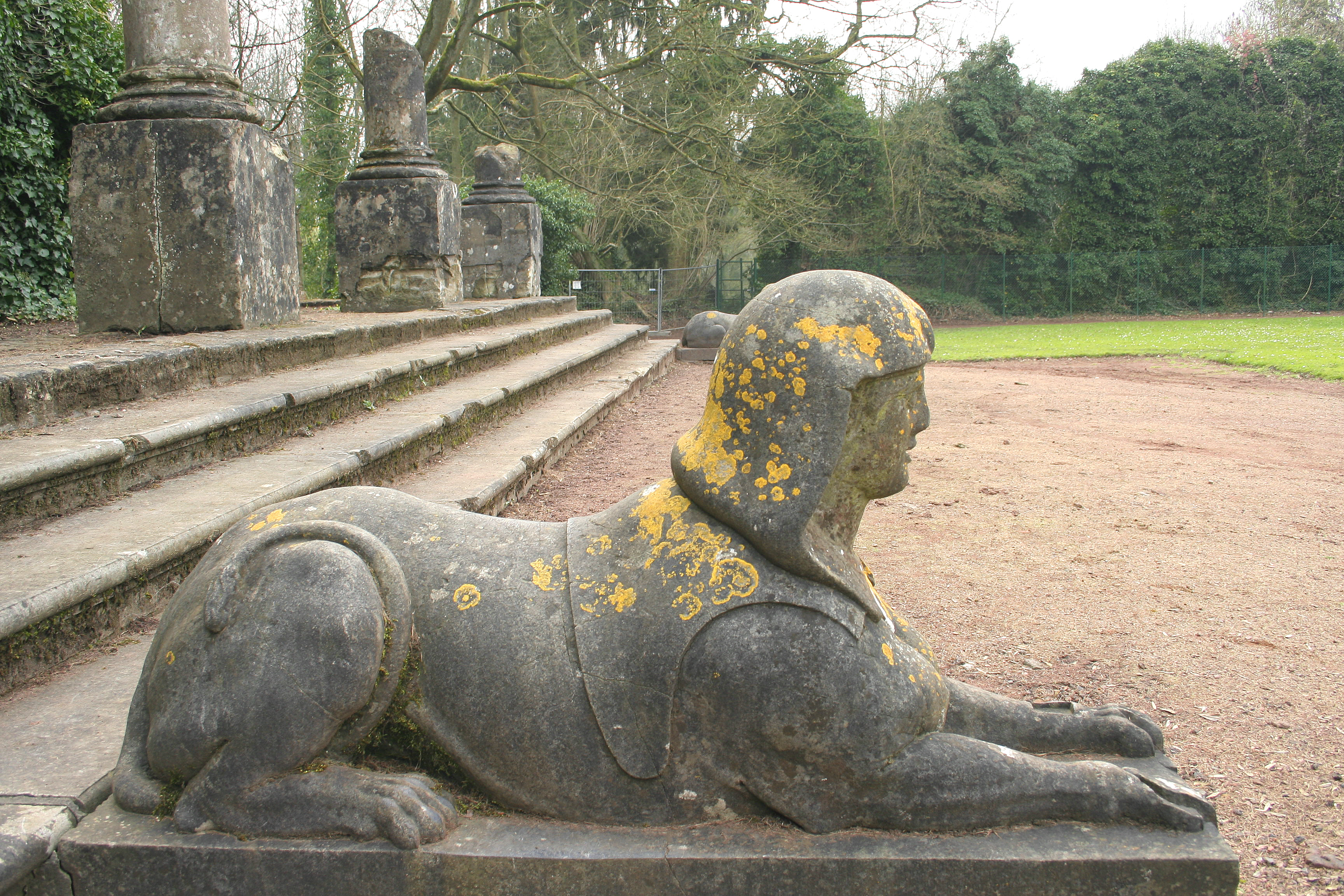
Sfinga u severního vchodu do zaniklého zámku